# Ново село (община Струга)
Вижте пояснителната страница за други значения на Ново село.
Ново село (на македонска литературна норма: Ново Село; на албански: Novo Sella) е село в Северна Македония, в община Струга.

## География
Селото е разположено в централната част на Стружкото поле.

## История
В XIX век Ново село е село в Охридска каза на Османската империя. Според статистиката на Васил Кънчов („Македония. Етнография и статистика“) в 1900 Ново село има 36 жители арнаути мохамедани.
На Етнографската карта на Битолския вилает на Картографския институт в София от 1901 година Ново село е чисто албанско село в Охридската каза на Битолския санджак с 14 къщи.
Според преброяването от 2002 година селото има 280 жители.
| Националност     | Всичко |
| северномакедонци | 0      |
| албанци          | 235    |
| турци            | 0      |
| роми             | 0      |
| власи            | 0      |
| сърби            | 0      |
| бошняци          | 0      |
| други            | 45     |